# ユ・スンホ
ユ・スンホ（유승호、1993年8月17日 - ）は、韓国の元子役、俳優。ソン・ホジュンが設立した事務所「333」に所属。

## 経歴

### 1999年 - 2009年 ：子役時代
母親がスンホの写真を広告代理店に送り、1999年に携帯電話のCMでデビューを果たす。2000年に子役として活動を始め、『カシコギ 父と子が過ごしたかけがえのない日々』でテレビドラマデビューをする。また、2002年に初めての映画『おばあちゃんの家』に出演すると、独り暮らしの祖母と夏を過ごすことになった都会の少年を演じた。この作品は低予算映画ながら、観客動員数400万人以上という異例の大ヒットを果たす。その後、演技力の高さと人気により『国民の弟』と呼ばれる。2005年には子供向けのアドベンチャーシリーズであるドラマ『魔法戦士ミルガオン』に出演している。2006年には動物映画『マウミ…』に出演、2008年の映画『ソウルが見えるか?』では主演を務めた。撮影から2年経って公開されたこの作品について、会見では「子役として最後の作品」と語っている。

### 2010年 - 2013年：兵役前
2010年、日本の漫画原作ドラマ『ドラゴン桜』をリメイクした『ドラゴン桜〈韓国版〉』に出演した。また、チャリティープログラム『ラブリクエスト』のために『Believe in Love』という曲をIUとデュエットした。この曲の歌詞は、スリランカのスラム街で戦争孤児を見ながらスンホが書いた日記に基づいている。
2011年には、イ・ジェホンの漫画を原作としたアクション時代劇『ペク・ドンス』に出演した。ドラマに出演するにあたって暗殺教団として剣術と武道の訓練を受けた。
2012年には、日本のドラマをリメイクした韓国ドラマ『プロポーズ大作戦』で主演を務め注目を浴びた。同年、ファンタジー時代劇の『アラン使道伝』で、天の支配者である玉皇上帝として特別出演した。メロドラマ『会いたい』に出演した際には、優しい笑顔の裏側に復讐に満ちた心を隠す冷たい男を演じた。スンホにとって入隊前の最後のテレビドラマとなった。
顔立ちが似ていることから『リトル・ソ・ジソブ』とも呼ばれていたが 、2013年にはパク・シネとともにソ・ジソブのシングル『消しゴム』のミュージックビデオに出演した。

### 兵役
2012年12月21日に所属事務所のサンエンターテインメントはユ・スンホが来年入隊することが決定したと発表。
2013年3月5日に自身のファンカフェ「Talk To U」だけに電撃発表し静かに入隊した。江原道春川の102補充隊に入隊し、捜索大隊、27師団イギジャ部隊に配置された。
2014年12月4日に除隊した。

### 2015年 - 2020年：兵役後

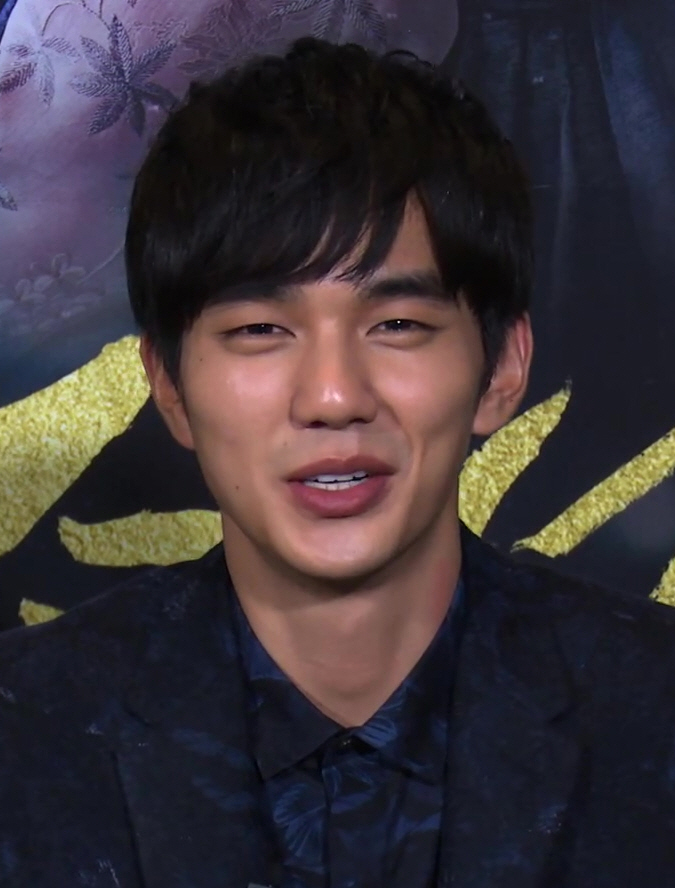
2016年のユ・スンホ

『想像ネコ～僕とポッキルと彼女の話』に出演し、これが除隊後初の主演ドラマとなった。続けて、朝鮮時代の恋愛映画『朝鮮魔術師』に出演し、王女と恋に落ちるサーカスの魔術師を演じた。さらに除隊後初の地上波テレビドラマとなった『リメンバー〜記憶の彼方へ〜』でも主演を務めた。これはSBSのリーガルサスペンスシリーズで、父親を擁護する超記憶症候群の弁護士を演じると、最高視聴率23.7％を叩き出し、大成功で幕を閉じた。
2016年には、歴史コメディ映画『キム・ソンダル 大河を売った詐欺師たち』で主演を務めた。またR&Bグループ「Urban Zakapa（어반자카파）」が1年ぶりに発売するミニアルバム『Still』のタイトル曲『君を愛さない』のミュージックビデオで主演を務めた。
2017年には、MBCドラマ『仮面の王 イ・ソン』で主演を務めドラマは大ヒットした。また、初のラブコメディドラマ『ロボットじゃない～君に夢中!～』にも主演している。
2018年4月25日には日本公式ファンクラブが設立された。
同年、Rothyのブリティッシュポップソング『鬼』のミュージックビデオに出演。また、SBSのリベンジラブコメディドラマ『ボクスが帰ってきた』では、復讐する修学生役で制服姿を披露したが、自身はこれが最後の制服だと話した。
2019年2月8日、新たな所属事務所BSカンパニーと専属契約を締結することが発表された。
2020年には、ミステリースリラードラマ『メモリスト』に出演し、人々の記憶を読む超能力を持つ刑事役で主演を務めた。2019年には映画『消防官』に出演予定だったが、新型コロナウイルスの流行の余波でスケジュールが合わなくなり降板した。

### 2021年 - 現在
2021年、KBS2のドラマ『花が咲けば、月を想い』に出演。また、BSカンパニーから移籍したStory J Companyとの契約が2022年2月に終了後、YGエンターテインメントと専属契約を締結した。
2025年1月7日、YG ENTERTAINMENTが俳優マネジメント業務を撤退すること、これに伴いユ・スンホとの契約が3月に終了となることを発表した。
2025年3月11日、ソン・ホジュンが設立した新事務所「333」と専属契約を締結した。

## 人物
- 身長は175cmで血液型はA型。
- 姉が一人いる。
- 2012年2月9日に白新高校を卒業[32]。

趣味は、エンデューロ、カーレース（ドリフト）、猫、インターネット、ゲーム、レゴ。

## 出演

### テレビドラマ
- カシコギ 父と子が過ごしたかけがいのない日々（2000年、MBC） - チョン・ダウム役[33]
- 少年は泣かない（2001年、MBC） - トゥサン役
- 駐車場での出来事（2001年、MBC）
- オールザットラーメン（2003年、MBC） - ジュニョン役
- 冬鳥の夢（2003年、MBC） - ジュノ役
- 愛しのクレメンタイン（2004年、MBC） - セボム役
- ラブレター（2003年、MBC） - ウジン（少年時代）役
- あんぱん（2004年、MBC） - シニョク（少年時代）役
- 不滅の李舜臣（2004年 - 2005年、KBS1） - イ・スンシン（李舜臣）（少年時代）役
- 拝啓、ご両親さま（2004年、KBS2） - パク・ジュニ役
- 悲しき恋歌（2005年、MBC） - ジュニョン（少年時代）役
- 魔法戦士ミルカオン（2005年、KBS2） - ミル役[34]
- 先生はエイリアン（2006年、Tooniverse） - ワン・ヘリョン役
- 王と私（2007年、SBS）- 成宗（ソンジョン）（少年時代）役
- 太王四神記（2007年、MBC） - タムドク（談徳）（少年時代）役[35]
- 善徳女王（2009年、MBC） - キム・チュンチュ（金春秋）役
- 美男＜イケメン＞ですね（2009年、SBS） - コンビニの客役（第9話にカメオ出演）
- ドラゴン桜〈韓国版〉（2010年、KBS2） - ファン・ベクヒョン役[36]
- 欲望の炎（2010年 - 2011年、MBC） - キム・ミンジェ役[37]
- ペク・ドンス（2011年、SBS） - ヨ・ウン役[38]
- プロポーズ大作戦〜Mission to Love（2012年、TV朝鮮） - 主演：カン・ベコ役[39]
- アラン使道伝（2012年、MBC） - 玉皇上帝役（特別出演）[40]
- 会いたい（2012年 - 2013年、MBC） - カン・ヒョンジュン / ハリー・ボリソン役[41]
- 想像ネコ～僕とポッキルと彼女の話～（2015年、MBC Every1） - 主演：ヒョン・ジョンヒョン役[42]
- リメンバー〜記憶の彼方へ〜 （2015年 - 2016年、SBS） - 主演：ソ・ジヌ役[43]
- 仮面の王 イ・ソン（原題：君主 - 仮面の主人）（2017年、MBC） - 主演：イ・ソン役[44]
- ロボットじゃない～君に夢中!～（2017年 - 2018年、MBC） - 主演：キム・ミンギュ役[45]
- プレーヤー～華麗なる天才詐欺師～（2018年、OCN）- ホテルの警備員役（カメオ出演）[46]
- ボクスが帰ってきた（2018年 - 2019年、SBS） - 主演：カン・ボクス役[22]
- メモリスト（2020年、tvN） - 主演：トン・ベク役[47]
- 花が咲けば、月を想い（2021年 - 2022年、KBS2） - 主演：ナム・ヨン役[48]
- 取引（2023年、wavve） - 主演：イ・ジュンソン役

### 映画
- おばあちゃんの家（2002年）
- ハッピー☆クリスマス（2003年） - 特別出演
- 非日常的な彼女（2004年）
- マウミ…（2006年）
- ソウルが見えるか?（2008年）
- 40minutes（2009年）
- 父、山（2009年）
- ブラインド（2011年）[49]
- 記憶の欠片（2012年）[50]
- 朝鮮魔術師（2015年）[51]
- キム・ソンダル 大河を売った詐欺師たち（2016年）[52]

### 劇場アニメ
- Astro Boy（2010年） - 吹き替え
- 庭を出ためんどり（2011年）[53]

### バラエティ
- 勉強する人間（2013年）- ナレーター[54]
- 現場ルポ 同行（2013年、KBS）- ナレーター[55]
- SBSテレビ芸能（2013年、SBS）- 軍服務中[56]
- 生放送スターニュース（2013年、YSTAR）- 軍服務中[57]
- 良い朝ー生放送芸能特急（2014年、SBS）- 広報映像[58]
- 芸能街中継（2015年、KBS2）- ゲスト[59]
- セクション芸能通信（2015年、MBC）- ゲスト[60]
- SBSテレビ芸能（2015年、SBS）- ゲスト[61]
- 芸能街中継（2015年、KBS2）- ゲスト[62]
- セクション芸能通信（2015年、MBC）- ゲスト[63]
- セクション芸能通信（2016年、MBC）- ゲスト[64]
- Off the Grid 秘密の足跡 ユ・スンホ編（2022年、Discovery Channel）[65]

### ラジオ番組
- 2時脱出 Cultwo Show（2018年、SBSパワーFM）- ゲスト[66]
- キム・ヨンチョルのパワーFM (2022年、SBSパワーFM) - ゲスト

### 授賞式プレゼンター
- 2016 MBC演技大賞 - プレゼンター
- 2018 MBC演技大賞 - プレゼンター[67]

### CM
- KTF n016（1999）
- CJ Wheat Noodles（2000）
- THINK BIG（2000）
- EVERLAND（2001）
- i BOOK LAND（2002）
- Afkilla Plus（2002）
- MARU i（2004 - 2007）
- KOREA YAKULT SUPER 100（2009）
- ACNE（2009）
- LG OZ（2009）
- MARU（2009 - 2010）
- クラウン製菓（2009 - 2010）
- Mr.Pizza（2009 - 2010）
- I river/U100（2011）[68]
- Dimchae（2010）
- ウィニアマンド（2010）[69]
- Adidas Neo Lavel （2010 - 2011）
- Customellow（2011）
- G by guess（2012）[70][71]
- SKY VEGA S5（2012）
- Adidas Rule the winter（2012）
- U&B（2013）
- 陸軍公益広告（2013 - 2014）
- Nongshim's Sumi Potato Chip（2015）
- CJ PETITZEL（2015）[72]
- ロッテデパート（2015）[73]
- Adidas ultra boost（2015）[74]
- サーティワンアイスクリーム（2017）[75]
- NH card（2017）

### ミュージックビデオ
- キム・ジャンフン「I'm Sorry」（2001年）
- Dragonfly「photo」（2002年）
- ソニャ「Tears flow」（2002年）
- DUKE「The second wish」（2002年）
- Lyn「Have You Ever Been Heart by Love?」（2002年）
- Tim「I Was Thankful」（2004年）
- Brown Eyes「Don't Go, Don't Go」（2008年）
- ソ・ジソブ「孤独な人生」（2008年）
- チョ・ソンモ「Take Care of Her」（2009年）
- T-ARA 「嘘Part.1」（2009年）
- IU & ユ・スンホ「愛を信じます」（2010年）
- ドウォン & テヨン（少女時代）「Like A Star」（2010年）
- ソン・アヨン「We Can Do It」（2011年）
- Fin「He is still a boy」（2011年11月2日）
- ホ・ガク & LE（EXID）「Whenever You Play that Song（2011年12月11日）
- ソ・ジソブ「消しゴム」（2013年1月22日）
- ナオル（Brown Eyed Soul）「同じ時間の中の君」（2015年2月5日）[76]
- OKDAL「不思議な時代」（2015年5月7日）- ナレーション[77]
- Urban Zakapa 「君を愛さない」（2016年6月16日）[78]
- Rothy「鬼」（2018年6月1日）[79]

## イベント

### 韓国
- 春の遠足（2018年）
- 2019 Seungho's Day 1st FANMEETING：唯一（2019年）[80][81]

### 日本
- 初のファンミーティング（2012年）[82]
- ユ・スンホ Christmas Fan meeting in Japan（2014年）[83]
- ユ・スンホ FANMEETING in TOKYO / OSAKA（2016年）[84]
- ユ・スンホ FANMEETING in TOKYO / OSAKA（2017年）[85][86]
- ユ・スンホ FAN MEETING 2019（2019年）[87][88][89]

## 本

### 写真集
- Travel Letter～Spring Snow and…（2013年）[90]
- YOO＆YOU（2018年）[91]

### 雑誌
- NYLON（2013年1月号）[92]
- Harper's BAZAAR（2013年3月号）[93]
- GRAZIA（2014年第47号）[94]
- HIGH CUT（2015年5月号）[95]
- THE STAR（2016年7月号）[96]
- 韓流ぴあ（2016年7月号）
- 1st Look（2016年第114号）[97]
- 韓流ぴあ（2017年9月号）[98]
- ELLE（2018年3月号）[99]
- DAZED KOREA（2019年3月号）[100]
- 韓流ぴあ（2021年2月号）[101]
- ELLE（2021年5月号）[102]
- GQ（2021年5月号）[103]
- COSMOPOLITAN（2022年1月号）
- allure KOREA（2022年4月号）[104]
- GQ KOREA（2022年9月号）[105]

## 受賞とノミネート

### 受賞
- 2003年 第24回 ヤングアーティスト賞 国際映画の子役賞（『おばあちゃんの家』）
- 2005年 KBS演技大賞 最優秀子役賞（『不滅の李舜臣』、『拝啓、ご両親さま』）
- 2007年 第1回 大韓民国映画演技大賞 子役賞（『マウミ…』）
- 2007年 SBS演技大賞 子役賞（『王と私』）
- 2008年 第2回 Mnet 20's Choice Awades ホット歳下賞
- 2009年 第4回 アンドレ・キム ベスト スター アワード スター賞
- 2009年 MBC演技大賞 新人賞（『善徳女王』）
- 2010年 第26回 コリアベストドレッサー スワン賞 タレント部門（『ドラゴン桜〈韓国版〉』）
- 2013年 新兵教育ユニット 優秀賞
- 2016年 SBS演技大賞 ドラマ部門男子優秀演技賞（『リメンバー～記憶の彼方へ～』）[106]
- 2017年 MBC演技大賞 ミニシリーズ部門男子最優秀演技賞（『仮面の王 イ・ソン』）[107]

### ノミネート
- 2002年 第39回 大鐘賞 最優秀新人俳優賞（『おばあちゃんの家』）
- 2010年 第46回 百想芸術大賞 最優秀新人俳優賞（映画部門）（『40minutes』）
- 2010年 第46回 百想芸術大賞 最優秀新人俳優賞（ドラマ部門）（『ドラゴン桜〈韓国版〉』）
- 2010年 KBS演技大賞 最優秀俳優賞（『ドラゴン桜〈韓国版〉』）
- 2012年 MBC演技大賞 最優秀俳優賞（『アラン使道伝』、『会いたい』）
- 2016年 第9回 コリアドラマアワード 最優秀俳優賞」（『リメンバー～記憶の彼方へ～』）[108]
- 2017年 MBC演技大賞 大賞（『仮面の王 イ・ソン』）
- 2019年 SBS演技大賞 ミニシリーズ部門男子最優秀演技賞（『ボクスが帰ってきた』）[109]